# Pterostylis hamiltonii
Pterostylis hamiltonii là một loài thực vật có hoa trong họ Lan. Loài này được Nicholls miêu tả khoa học đầu tiên năm 1933.